# Australopithecus africanus
Australopithecus africanus är en förhistorisk art av sydapa, en förmänniska från Afrika. Dessa levde för cirka 2,7 till 2,2 miljoner år sedan.

## Beskrivning
Australopithecus africanus var cirka 1,20 meter lång och vägde 30–60 kg. Under sin två miljoner långa utveckling förändrades knappt hjärnvolymen, som var omkring 400–500 cm³. Typiska var dessutom robusta kindtänder.
Enligt fyndens form antas att arten hade förmåga att gå på två ben. Verktyg hittades inte i fossilens närhet. Uppskattningsvis utgjordes födan av växtdelar och några smådjur.

## Fynd

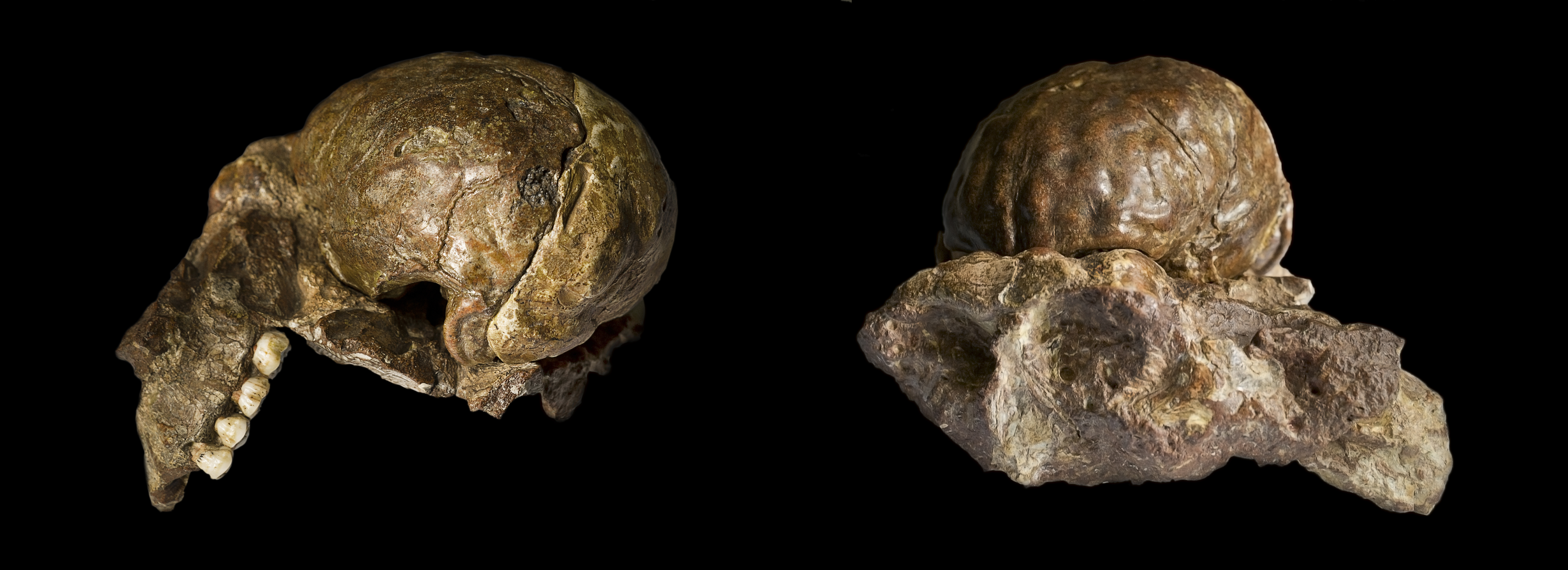
Australopithecus africanus

År 1924 upptäcktes "Barnet från Taung", beskrivet som Australopithecus africanus, av anatomen Raymond Dart, som efter 73 dagars grävande och putsande lyckades frilägga ett kranium i grottan Makapan Cave  i ett stenbrott i Taung i Sydafrika. Den lilla babyn hade uppenbarligen blivit offer för någon stor rovfågel eftersom kraniet uppvisar spår efter klor. Dart, med sina anatomikunskaper, förstod att denna apa/förmänniska kunde gått upprätt, eftersom översta ryggkotan balanserade på ryggraden, och han trodde också att den använt de "verktyg" av ben han hittat i grottan.
Vid denna tid var tanken utesluten att det mänskliga släktet skulle härstamma från Afrika. Darts tidigare lärare  Grafton Elliot Smith och Arthur Keith talade emot dessa teorier, och hävdade att det måste vara en apa, och Dart blev bitter och nedstämd över världens reaktioner. Han drog sig tillbaka men gav inte upp sin åsikt. Men andra, som Robert Broom trodde på honom och hittade fler fossiler.
Brooms fynd ledde till att andra antropologer åkte dit, och år 1947 konstaterade anatomen Wilford Le Gros Clark att Dart haft rätt. Keith fick be om ursäkt. Efter 23 års väntan gavs nu äntligen Dart äran för att ha hittat ett fynd av ett mänskligt fossil.